# Pons Sublicius
Der Pons Sublicius (lat.: pons = „Brücke“, sublicae = „Holzpfähle“) war die älteste Brücke Roms (Italien).

## Lage und Entstehungszeit
Die reine Holzkonstruktion, die vermutlich der sehr viel später erbauten Rheinbrücke Caesars entsprach, befand sich wahrscheinlich in der Nähe des Forum Boarium unterhalb der Tiberinsel an einer seichten Stelle, die auch schon als Furt genutzt worden war. Die Brücke, die Rom mit dem rechten Tiberufer und der Salzstraße verband, wurde laut der Überlieferung unter der Herrschaft des Königs Ancus Marcius im 7. Jahrhundert v. Chr. errichtet. Über den Pons Sublicius verlief die Via Latina. Eine Zeichnung von Friedrich Polack aus dem Jahr 1896 zeigt wahrscheinlich die korrekte Position, an der sich die Brücke befand, interpretiert den Pons Sublicius jedoch nur als Anlegesteg statt als Übergang über den Tiber. Die letzten Überreste des Pons Sublicius wurden möglicherweise erst Ende des 19. Jahrhunderts abgetragen und können Pollack bei seiner Darstellung beeinflusst haben. Pier Luigi Tucci meint, dass die Fragmente 138a–f und 574a–b der Forma Urbis, eines marmornen Stadtplans Roms aus der Zeit des Septimius Severus, eine Straße zeigen, die nicht, wie früher angenommen, über den Pons Aemilius, sondern über den Pons Sublicius führte. Die Brücke wurde mehrfach zerstört und wieder aufgebaut, unter anderem im Zusammenhang mit der Verteidigung Roms durch Horatius Cocles.

## Die Heldentat des Cocles
Horatius Cocles soll den Pons Sublicius 509 oder 508 v. Chr. beinahe im Alleingang gegen die feindlichen Etrusker unter der Führung des Porsenna verteidigt haben, die den gestürzten Tyrannen Tarquinius Superbus wieder an die Macht bringen wollten. Angeblich wurde die Brücke während dieser Schlacht eingerissen, um die Etrusker von Rom fernzuhalten. Livius berichtet (2, 10, 3):
Qui positus in statione pontis, cum captum repentino impetu Ianiculum atque inde citatos decurrere hostes vidisset trepidamque turbam suorum arma ordinesque relinquere, reprehensans singulos, obsistens obtestansque deum et hominum fidem testabatur nequiquam deserto praesidio eos fugere: si transitum pontem a tergo reliquissent, iam plus hostium in Palatio Capitolioque quam in Ianiculo fore. Itaque monere, ut pontem ferro, igni, quacumque vi possent, interrumpant; se impetum hostium, quantum corpore uno posset obsisti, excepturum.
Dieser stand am Brückenkopf und hat, als er sah, dass der Hügel Ianiculum in einem plötzlichen Angriff eingenommen war und von dort die Feinde im Sturmschritt herunterkamen und dass die verängstigte Menge der Römer Waffen und Schlachtreihen im Stich ließ, die einzelnen Männer getadelt, sich <den Massen> entgegengestellt und sie bei allem, was Göttern und Menschen heilig ist, beschworen, nicht ihren Posten im Stich zu lassen und zu fliehen. Er beteuerte, dass schon bald, wenn sie über die Brücke gingen und diese hinter sich ließen, mehr Feinde auf dem Palatin und dem Kapitol sein würden als auf dem Ianiculum. Daher ermahnte er sie, die Brücke mit Eisen, Feuer und jeder beliebigen wirkungsvollen Methode abzureißen. Er selbst werde den Angriff der Feinde, soweit man mit einem einzigen Körper Widerstand leisten könne, abfangen.
Cocles soll, nachdem die Brücke abgerissen und der Ansturm der Feinde aufgehalten worden war, in den Tiber gesprungen sein. Über das Ende der Begebenheit kursieren verschiedene Versionen. Der Vorgang ist auf einer Münze aus der Zeit des Antoninus Pius dargestellt.
Die Brücke wurde später wieder aufgebaut, jedoch mit einer veränderten Konstruktion: Der Überbau konnte im Falle eines Angriffs leicht abgenommen und später wieder angebracht werden. Im Jahr 69 v. Chr. zerstörte ein Hochwasser die Brücke, die danach wieder aufgebaut wurde. Auch 23 v. Chr. fiel der Pons Sublicius einem Hochwasser zum Opfer, wurde aber später offenbar wieder aufgebaut. Mindestens bis zum 5. Jahrhundert n. Chr. war die Brücke wohl verwendbar, Überreste können bis gegen Ende des 19. Jahrhunderts bestanden haben.

## Gaius Gracchus und der Pons Sublicius
Ein weiterer berühmter Benutzer der Brücke war Gaius Gracchus. Er floh über den Pons Sublicius, als seine Widersacher die Oberhand gewannen, und wurde in einem Hain in der Nähe getötet. Zuvor hatte sich ein Kampf zwischen seinen Verfolgern und Verteidigern auf dem Pons Sublicius abgespielt.

## Religion und Rituale
Der Pons Sublicius stand unter dem Schutz der Pontifices. An den Iden des März zog jeweils eine Prozession von den Tempeln des Servius Tullius über den Pons Sublicius und warf Statuen gefesselter Männer in den Tiber. Möglicherweise stammt dieses kriegerische Ritual – die Feinde wurden symbolisch vernichtet – aus etruskischer Zeit. Am 15. Mai (Idus Maius) wurden auch von der Brücke Strohpuppen (so genannte Argei) stellvertretend für lebende Gefangene in den Tiber geworfen.

## Darstellungen des Pons Sublicius
Aus der Antike stammt die bereits erwähnte Münze. Tommaso Laureti schuf im 16. Jahrhundert das Fresko im Konservatorenpalast, auf dem der Kampf um die Brücke und die Holzkonstruktion detailreich dargestellt sind.

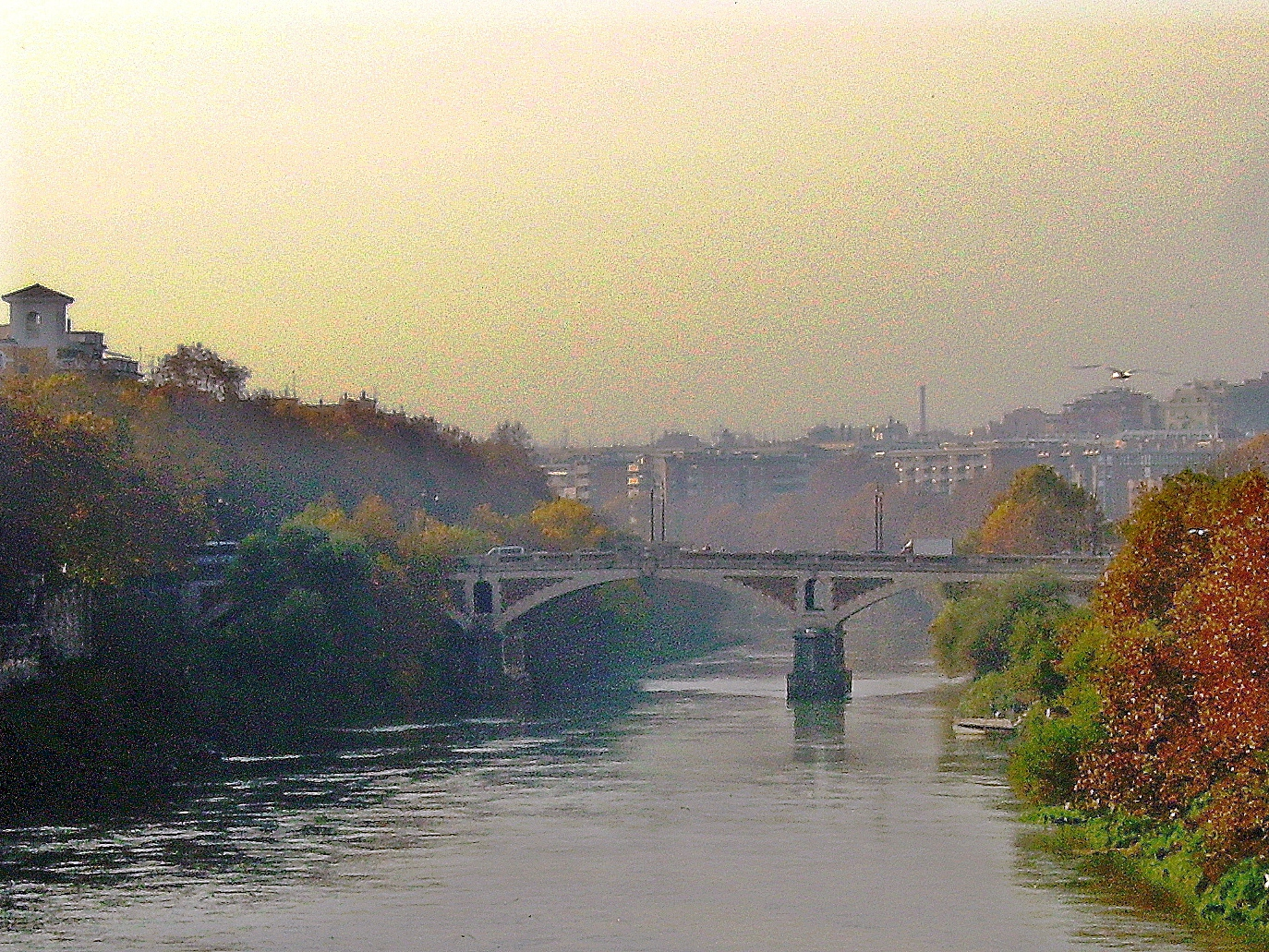
Ponte Sublicio

## Die moderne Brücke
1919 wurde von dem Architekten Marcello Piacentini eine neue Brücke einige Meter flussabwärts errichtet, die den Namen Ponte Sublicio übernahm. Sie verbindet die Piazza di Porta Portese in Trastevere mit der Piazza dell'Emporio in Testaccio.